# Mbouffou
Mbouffou est un village du Cameroun situé dans le département de la Kadey et la région de l'Est. Il est localisé dans la commune de Nguelebok.

## Population
En 1966, le village comptait 224 habitants, principalement des Kaka.
Lors du recensement de 2005, on y dénombrait 195 personnes. Le nombre d'habitants avait régressé.
En 2012, une nouvelle enquête de terrain permit le dénombrement de 224 habitants.

## Infrastructures
Mbouffou dispose notamment d'un forage hydraulique, d'un relais communautaire de santé.